# Perth (New York)
Perth è un comune (town) degli Stati Uniti d'America, situato nello stato di New York, nella contea di Fulton.